# Nathan Jones (The Supremes)
Nathan Jones è un singolo del gruppo vocale femminile statunitense The Supremes, pubblicato nel 1971 dalla Motown ed inserito nell'album Touch.
Il brano è stato scritto da Leonard Caston e Kathy Wakefield e prodotto da Frank Wilson.

## Tracce
- 7"

1. Nathan Jones – 3:02
2. Happy (Is a Bumpy Road)

## Formazione
- Jean Terrell - voce, cori
- Mary Wilson - voce, cori
- Cindy Birdsong - voce, cori
- Clydie King - voce addizionale
- The Funk Brothers - gruppo

## Versione delle Bananarama
Il gruppo pop britannico delle Bananarama nel 1988 ha pubblicato il brano come singolo estratto dall'album Wow!. Questa cover è anche presente nella colonna sonora del film Rain Man - L'uomo della pioggia, diretto da Barry Levinson e uscito nel 1988.